# Garin (Alto Garona)
Garin es una comuna francesa situada en el departamento de Alto Garona, en la región de Occitania.

## Demografía
| 117 | 108 | 108 | 108 | 108 | 102 | 158 |
| Para los censos de 1962 a 1999 la población legal corresponde a la población sin duplicidades (Fuente: INSEE [Consultar]) |     |     |     |     |     |     |